# Son Cardell
Son Cardell és una possessió del terme de Llucmajor, Mallorca, situada al ponent del terme municipal.
La possessió de Son Cardell està situada entre les possessions de Son Cànaves i Son Monget. El 1473, fou adquirida pels Cardell, posteriorment passà als Calafat i, en el segle xvi, als Font. El 1784, es construïren les cases i es dividí en dues parts, una de les quals passà a anomenar-se Son Tetè.

## Construccions
Les cases de la possessió daten del segle xvii i estan integrades per diversos volums adossats que formen una "L", i constituïts per l'habitatge humà i les diverses dependències agropecuàries: la pallissa, l'estable i d'altres. Entorn de la casa, i de forma aïllada, es disposen la resta de dependències agropecuàries: una portassa, un molí fariner, un galliner i d'altres. L'habitatge humà té dues altures: planta baixa i porxo. La façana principal, orientada al migjorn, presenta una disposició asimètrica de les obertures. La planta baixa consta d'un portal d'accés d'arc de mig punt amb llindar, dovelles i carcanyols. Al costat del portal hi ha una finestra allindanada. El porxo presenta dues finestres allindanades amb ampit motllurat. La planta baixa està coberta per un parral sostingut per tres pilars hexagonals, el terra sota el parral està pavimentat. Com a instal·lació hidràulica hi ha una cisterna.

## Jaciments arqueològics
Dins Son Cardell hi ha restes d'un poblat talaiòtic i una cova prehistòrica, anomenada Cova de Son Cardell, de planta de ferradura allargada, del Primer Bronze.